# Francisco Gicca
Francisco Gicca (1872-1935) fue un escritor y periodista italoargentino.

## Biografía
Nació en 1872 en Italia y se instaló en Argentina en su juventud. Descrito por Julio Cejador y Frauca como un «fogoso propagandista anticatólico que conviene leer para advertir cómo los hechos cambian según el cristal con que se miran», publicó títulos como Las víctimas del confesionario (novela, 1908-1909), Justicia sacerdotal (novela, 1909), Ellas (novela de propaganda feminista, 1910) y Las corrupciones del misticismo ó Roma católica (1911). Fue director del periódico El Progreso. Falleció en 1935.